# Andriej Szumilin
Andriej Anatoljewicz Szumilin (ros. Андрей Анатольевич Шумилин; ur. 9 marca 1970 w Królewcu, zm. 8 czerwca 2022 w Niemczech) – radziecki i rosyjski zapaśnik w stylu wolnym.
Olimpijczyk z Atlanty 1996, czwarty w kategorii 130 kg. Rozpoczynał karierę w barwach ZSRR. Od 1993 zawodnik Rosji. Czterokrotny uczestnik Mistrzostw Świata, trzykrotny medalista. Trzy medale na Mistrzostwach Europy, złoty w 1999. Pierwszy w Pucharze Świata w 1993, 1995 i 1998. Wygrał igrzyska bałtyckie w 1997. Złoty medal na Igrzyskach Dobrej Woli w 1998 roku. Złoty medal na Igrzyskach Wojskowych w 1999, trzeci w 1995 roku.
Mistrz Rosji w 1996, 1997 i 1999. Drugi w 1992, 1993 i 1995.